# Сперанский, Михаил Несторович
Михаи́л Не́сторович (Не́стерович) Спера́нский (19 апреля [1 мая] 1863, Москва — 12 апреля 1938, Москва) — русский филолог, фольклорист и византинист. Профессор Московского университета, член-корреспондент Петербургской академии наук (1902), академик Российской академии наук — Академии наук СССР (1921; лишён звания в 1934, восстановлен посмертно в 1990), член Болгарской академии наук (1926). Родной брат Г. Н. Сперанского.

## Биография
Родился в семье военного врача. Начал учиться в московской прогимназии, а с переводом отца в Тверь продолжил обучение в Тверской гимназии, которую окончил в 1881 году с серебряной медалью. В 1885 году со степенью кандидата окончил словесное отделение историко-филологического факультета Московского университета. Был оставлен с апреля 1887 года на двухлетний срок при университете на кафедре истории русской литературы — для приготовления к профессорскому званию. В 1889 году сдал магистерский экзамен и в 1890—1892 годах находился за границей. В мае 1895 года защитил магистерскую диссертацию «Славянские апокрифические евангелия», в которой попытался проследить славяно-русские литературные связи раннего средневековья.
В декабре 1895 года был определён экстраординарным профессором в Нежинский историко-филологический институт, на кафедру русской словесности; с 21 февраля 1898 года с производством в статские советники стал ординарным профессором русской словесности. В 1899 году после защиты в Киевском университете диссертации «Из истории отречённых книг» получил степень доктора русского языка и словесности.
С декабря 1906 по 1917 годы — ординарный профессор кафедры русского языка и словесности Московского университета. Одновременно читал в 1907—1918 годах лекции по славянской литературе в Московском городском народном университете им. А. Л. Шанявского, был в 1907—1923 годах профессором русского языка и словесности на Высших женских курсах (с 1918 — 2-й МГУ).
В 1908 году М. Н. Сперанский был избран членом Комиссии по изданию памятников древнерусской литературы при Пушкинском Доме. В 1910 году он стал одним из членов-учредителей Общества истории литературы, а с 1912 года — его председателем. В 1914 году он был избран председателем Общества истории и древностей российских (член общества с 1904), а затем — Общества любителей древней письменности и искусства, членом Археографической комиссии. Сперанский был также членом Сербской академии наук и искусств (с 1907).
С 1921 года — академик Российской академии наук. В 1921—1929 годах был заведующим отделом рукописей Государственного исторического музея, занимался каталогизацией и описанием древних рукописей. В 1921—1922 годах руководил подсекцией древнерусской литературы НИИ языковедения и истории литературы при факультете общественных наук Московского университета. Изучал библейские палеи и средневековые апокрифы. Принимал участие в составлении «Православной Богословской Энциклопедии». Одной из центральных тем исследований была связь древнерусской литературы с культурой Византии и славянских стран. Исследовал Девгениево деяние. Занимался разоблачением подделок древнерусских рукописей А. И. Сулакадзевым.
С 1907 года — член Сербской академии наук, с 1925 года — член Чешского королевского научного общества, с 1926 года — член-корреспондент Болгарской академии наук.
12 апреля 1934 года был арестован по так называемому «Делу славистов», спустя три дня был освобождён, но через месяц был приговорён к 3 годам ссылки в Уфу, куда отправлен не был, поскольку 17 ноября 1934 года приговор был заменён на условный. В декабре 1934 года на общем собрании Академии наук был лишён звания академика. Реабилитирован 27 февраля 1990 года.
Скончался в Москве 12 апреля 1938 года. Урна с прахом находится в колумбарии Новодевичьего кладбища, старая территория, секция 55.

## Основные работы
Хронологический список трудов академика М. Н. Сперанского составлен В. Д. Кузьминой, среди которых:
- Пергаменные отрывки русских рукописей в Праге // Русский Филологический Вестник, 1890, № 3
- Описание рукописей тверского музея // Чтения Общ. Истории и Древностей Российских, 1891 г.
- Златоуст: Рукопись XVI века Твер. музея: Заметка по рус. палеографии: Чит. в заседании О-ва 14 дек. 1889 / Сообщ. М. Н. Сперанский. — Санкт-Петербург: О[-во] Л[юбителей] Д[ревней] П[исьменности], [1889]. — [2], 18 с.
- Апокрифические деяния апостола Андрея в славяно-русских списках // Древн. Московск. Археолог. Общ., 1893 г.
- Раскопки курганов в Рыльском уезде (Курской губ.). — Москва: т-во тип. А. И. Мамонтова, [1894]. — 6 с.
- Славянские апокрифические евангелия // Труды VIII археологического съезда, 1895 г.
- Славянские апокрифические евангелия. (Общий обзор). — М.: Т-во тип. А. И. Мамонтова, 1895.
- Сербские хронографы и русский первой редакции // Русский Филологический Вестник, 1896, № 1
- Деление русской литературы на периоды и влияние русской литературы на юго-славянскую (ib., № 3—4)
- Археологические и палеографические труды преосв. Саввы1 / [Соч.] Проф. М. Н. Сперанского. — [Москва]: тип. Г. Лисснер и А. Гешель, [1898]. — 12 с.
- Разумения единострочныя Григория Богослова и разуми мудраго Менандра в русском переводе. — Санкт-Петербург: Тип. Императорской Акад. Наук, 1898. — 19 с.
- К истории славянского перевода Евангелия // Русский Филологический Вестник, 1899, № 1—2 и 1900, № 3—4
- Из истории отречённых книг // Памятн. Общ. Люб. Др. Пис., 1899 г.
- К истории славянского перевода Евангелия. — Варшава, 1900.
- Гимназия высших наук и нежинский период жизни Н. В. Гоголя / Орд. проф. М. Н. Сперанский. — Киев: лито-тип. т-ва И. Н. Кушнерев и К°, 1902. — 29 с.
- Заметки к истории «Энеиды» И. П. Котляревского. — Львов: Галицко-рус. матица, 1902. — 16 с.
- Славянская Метафрастовская Минея-Четья. — Санкт-Петербург: тип. Имп. Акад. наук, 1905. — [2], 30 с.
- Книги отречённые // Православная богословская энциклопедия. Том 11, стлб. 405. — Издание: Петроград. Приложение к духовному журналу «Странник» за 1910 год
- Граф Алексей Сергеевич Уваров и его собрание рукописей. — Москва: тип. О-ва распр[остранения] полезн[ых] книг, преемник В. И. Воронов, 1911. — 16 с.
- Московский университет XVIII столетия и Ломоносов / [М. Сперанский]. — Москва: тип. Имп. Моск. ун-та, 1912. — 26 с.
- Древняя русская литература: Московский период: Лекции, чит. в 1912/13 г. в Моск. ун-те: По запискам слушателей, ред. профессором / Проф. М. Н. Сперанский. — [Москва], 1913. — 422 с.
- Иван Фёдоров и его потомство — Москва: тип. В. И. Воронова, 1913. — 17 с.
- Сербское житие Феодосия Печерского: [Исслед. и] (текст) / М. Сперанский. — Москва: Имп. О-во истории и древностей рос. при Моск. ун-те, 1913. — 19 с.